# Ça (film, 2017)
Pour les articles homonymes, voir Ça.
Série Ça (2017)
Ça : Chapitre 2
(2019)
Pour plus de détails, voir Fiche technique et Distribution.
Ça (intitulé à l'écran Ça : Chapitre 1) (stylisé ÇA au Québec) (It) est un film d'horreur américain réalisé par Andrés Muschietti, sorti en 2017.
Il s'agit d'une adaptation cinématographique du roman Ça de Stephen King, publié le 15 septembre 1986. C'est le premier film d'une série de deux basés sur le roman de Stephen King. Le premier film adapte la partie du roman qui se déroule pendant l'enfance des personnages (en 1989 dans le film). Le second film, intitulé Ça : Chapitre 2, sorti le 6 septembre 2019 aux États-Unis, se déroule vingt-sept ans après les événements du premier volet, soit en 2016.
Le roman a déjà connu une première adaptation à la télévision avec la mini-série « Il » est revenu, diffusée en novembre 1990. Le film n'est cependant pas une reprise de cette première adaptation, mais bien une nouvelle adaptation de l'œuvre de Stephen King.
Cary Joji Fukunaga avait été envisagé pour réaliser le film, mais il a laissé son poste à d'autres prétendants à cause des producteurs qui estimaient que ses idées ne convenaient pas à un film grand public. Cependant, il est resté dans le projet en tant que scénariste. À la suite du départ de Fukunaga, Andrés Muschietti a été choisi pour reprendre son poste. Celui-ci n'a réalisé qu'un seul film avant Ça, il s'agit du film d'horreur espagnol Mama qui a été un succès critique et commercial.
Le personnage de Ça, interprété par Bill Skarsgård, est une entité extraterrestre métamorphe trans-dimensionnelle très ancienne et puissante qui sort d'un long cycle de sommeil tous les vingt-sept ans afin de se nourrir d'êtres humains, principalement d'enfants. Une fois rassasié, Ça replonge dans un nouveau cycle de sommeil jusqu'à son prochain réveil. Cette entité est capable de prendre de multiples formes, dont celle d'un clown maléfique qui se nomme Grippe-Sou, le Clown dansant. « Ça » affectionne particulièrement la forme du clown, car elle lui permet d'attirer plus facilement les enfants.
Le film se déroule à Derry, dans le Maine. Sept adolescents ayant du mal à s'intégrer se sont regroupés au sein du « Club des Ratés ». Rejetés par leurs camarades, ils sont les cibles favorites des gros durs de l'école. Ils ont aussi en commun le fait d'avoir éprouvé leur plus grande terreur face à un terrible prédateur métamorphe qu'ils appellent « Ça ». Car depuis toujours, Derry est en proie à une créature qui émerge des égouts tous les 27 ans pour se nourrir des terreurs de ses victimes de choix : les enfants. Bien décidés à rester soudés, les Ratés tentent de surmonter leurs peurs pour enrayer un nouveau cycle meurtrier. Un cycle qui a commencé un jour de pluie lorsqu'un petit garçon poursuivant son bateau en papier s'est retrouvé face-à-face avec un clown répondant au nom de Grippe-Sou.
Le film a reçu des retours élogieux de la part des critiques américaines qui ont pu le visionner en avant-première. Les critiques déclarent que le film est réussi et que c'est bien une adaptation fidèle à l'œuvre de Stephen King. Celui-ci a d'ailleurs pu visionner Ça le 7 mars 2017 et a déclaré que le film allait au-delà de ses attentes. À sa sortie, le film reçoit des critiques assez élogieuses. Sur Rotten Tomatoes, il obtient un score de 85 % d'avis favorables et une note de 69 sur 100 sur Metacritic.
Le film est un énorme succès commercial pour un film d'horreur puisqu'il a rapporté 328 millions de dollars de recettes en Amérique du Nord et 372 millions de dollars sur les autres territoires ; ce qui correspond à un total de 701 millions de dollars de recettes mondiales. Il est le film d'horreur le plus lucratif de tous les temps devant Sixième Sens de M. Night Shyamalan.
En France, le film réalise un excellent score de 2,2 millions d'entrées. Il est l'un des rares films d'horreur à dépasser le seuil des 2 millions d'entrées, et se place derrière Sixième Sens, L'Exorciste, Scream 3 et Shining parmi les plus gros succès du genre en France.

## Synopsis

### Octobre 1988
Derry, 1988. Par un après-midi pluvieux, Georgie Denbrough, sept ans, chaussé de bottes de caoutchouc et vêtu d'un imperméable jaune, décide de sortir essayer le bateau en papier de son frère Bill, et de le faire voguer dans le caniveau. Il est séduit puis brutalement tué par un clown répondant au nom de Grippe-Sou, qui se cachait dans les égouts qui lui arrache le bras droit avant de l'attraper en entier. Le dernier mot de Georgie fut un appel à l'aide à son frère, il dit en criant : Billy !

### Juin-juillet 1989
L'été suivant, Bill et ses amis (Richie, Eddie et Stanley), formant un groupe appelé le « Club des Ratés », sont sur le point de partir pour les grandes vacances. Cependant, ils sont la cible favorite d'Henry Bowers et de sa bande.
Pendant ce temps, Beverly Marsh essaie de résister au harcèlement des autres filles de l'école. En dehors de l'école, Beverly rencontre Ben, qui souffre d'abus en raison de son surpoids, et qui n'a aucun ami.
Bill, toujours hanté par la disparition de Georgie, pense que le corps de son frère s'est peut-être échoué quelque part. Il recrute ses amis pour enquêter, croyant que son frère est encore vivant. Ben se trouve à la bibliothèque, où il apprend que la ville est en proie à des disparitions d'enfants depuis des siècles.
En sortant de la bibliothèque, Ben est ciblé par la bande d'Henry qui le retient contre la rambarde d'un pont de Derry. Il veut graver son nom sur le ventre de Ben avec son couteau, mais il n'écrit que le H avant que Ben le fasse tomber du pont, provoquant les deux autres membres de sa bande à le prendre en chasse. Pendant ce temps, Bill et ses amis se trouvent dans les égouts jusqu'à ce que leur fouille soit interrompue par l'arrivée brutale de Ben. Patrick, un membre de la bande de Henry qui est parti à la poursuite de Ben, pense l'entendre dans les égouts mais tombe nez à nez avec Grippe-Sou et se fait tuer par le clown.
Bill et ses amis vont à la pharmacie chercher du coton et des pansements pour Ben, où ils font la rencontre de Beverly. Ils n’ont cependant pas assez d’argent pour les acheter et Beverly les aide à voler en distrayant le pharmacien. Elle rejoint ensuite le groupe. Le lendemain, ils sont sur la falaise mais personne ne veut sauter. Beverly le fait et les incite à la rejoindre. Les six enfants s'amusent, et Beverly oublie pendant un temps les abus qu'elle subit de son père. Plus tard, Ben raconte ce qu'il sait au sujet de l'histoire de Derry. Le Club est finalement complet avec l'intégration de Mike, lui aussi victime d'Henry.
Le lendemain, chaque membre du groupe avoue avoir rencontré des phénomènes terrifiants sous diverses formes. Ben, un cadavre sans tête, Beverly, du sang sortant du lavabo, Eddie, un lépreux, Stanley, un portrait d'une femme au visage déformé, les parents de Mike brûlant vifs pour Mike lui-même, et une illusion de Georgie pour Bill. Tous admettent avoir vu un clown, celui qui a tué Georgie. Cependant, Richie est le seul à ne pas avoir été terrifié, mais il admet qu'il a la phobie des clowns.
Peu de temps après, le Club des Ratés regarde un plan de la ville pour localiser le repaire du clown. Ils découvrent que les lieux des drames sont reliés par les égouts qui se joignent vers le vieux puits sous la maison abandonnée de Neibolt Street.
Bill décide d'aller affronter le clown. Le groupe monte la garde pendant que Bill, Eddie et Richie entrent. Ce dernier découvre la liste des enfants disparus. Affolé, il remarque que l'enfant sur la photo n'est autre que lui-même, mais Bill lui rappelle qu'il s'agit d'une illusion de « Ça ». Eddie se sépare de ses amis quand le clown l'attaque sous la forme du lépreux, ce qui le fait tomber d'un étage et se casser le bras. Pendant ce temps, Bill et Richie essayent de trouver un moyen d'aider Eddie, mais la manipulation de « Ça » les oblige à se séparer petit à petit. Le clown se retrouve alors face à Eddie. Ce dernier laisse sous-entendre à Bill que c'est bien lui qui a tué Georgie. Alors qu'il se jette sur les garçons, Beverly lui enfonce une barre de fer dans le crâne.
Après ce premier affrontement avec « Ça », la mère d'Eddie interdit celui-ci de revoir ses amis, à cause de son bras cassé. Puis, Bill et Richie se disputent car il lui rappelle que la recherche de son frère Georgie leur a presque coûté la vie et que celui-ci est mort. Le Club des Ratés se disperse mais Bill et Beverly, qui sont déterminés à combattre le clown, restent soudés.

### Août 1989
Quelques semaines plus tard, Eddie va à la pharmacie pour prendre ses médicaments pour l'asthme. Il retrouve Greta, qui travaille derrière le comptoir, et elle lui révèle que les médicaments sont en fait des placebos. Puis elle écrit « LOSER »  sur le plâtre de son bras, par la suite Eddie rajoutera un «V» sur ce dernier afin de former le mot «LOVER» (amoureux en anglais). Pendant ce temps, Henry et ses amis tirent sur des bouteilles de bière avec une arme à feu jusqu'à ce que son père les interrompe. L'officier Bowers reprend son arme et tire au sol autour des pieds de son fils pour l'humilier devant ses amis et le rabaisser en le traitant de lâche. Plus tard, Henry trouve un ballon rouge sur sa boîte aux lettres. À l'intérieur, il trouve une boîte avec le couteau de chasse qu'il avait perdu quelques semaines plus tôt dans les bois, en poursuivant Ben. Henry entre dans sa maison où il trouve son père endormi sur le fauteuil. Ayant une illusion de « Ça » sur sa télévision, il plante le couteau dans le cou de son père, le tuant, et commence à traquer le Club des Ratés.
Chez Beverly, son père essaie de la violer après avoir découvert le poème de Ben, qu'elle a caché dans le tiroir de ses sous-vêtements. Elle parvient à se défendre en lui donnant des coups de pied et en le mordant, et part se réfugier dans la salle de bains. Quand son père y entre et qu'il tire le rideau de la baignoire, elle lui fracasse le couvercle du réservoir des toilettes sur la tête,, le tuant. Au moment de sortir, le clown enlève Beverly.
Bill entre dans la maison de Beverly et voit son père allongé sur le sol de la salle de bains, mort, et un message de « Ça » le menaçant de le tuer s'il essaie de la sauver. Bill décide de réparer son amitié avec Richie, Stan, Ben et Mike pour aller à son secours. Quant à Eddie, sa mère le lui interdit. Cependant, il parvient à lui tenir tête et s'enfuit de la maison.
À l'intérieur de la maison abandonnée, le Club est attaqué par Henry Bowers qui tente de les tuer. Mike finit par parvenir à le faire tomber dans le puits et se débarrasser de lui.
Alors que le Club des Ratés traverse les égouts, Stan est attaqué par « Ça » sous les traits de la femme au visage déformé. La créature le mord au visage, mais les Ratés parviennent à l'éloigner de lui. « Ça » prend la fuite tandis que les Ratés réconfortent un Stan traumatisé.
Ils vont dans le repaire du clown, qui contient des accessoires de cirque pourris et des effets personnels pour enfants, où flottent en l'air les corps des enfants disparus et morts. Ils trouvent Beverly, hypnotisée par « Ça » et flottant dans les airs ; elle sort de sa transe lorsque Ben l'embrasse. De son côté, Bill retrouve Georgie. Ils parlent un instant ensemble, mais Bill se rend compte que ce n'est pas lui. Il lui tire alors un clou dans la tête avec le pistolet de Mike, et Georgie tombe au sol.
Après quelques secondes, le corps inanimé du petit garçon se tord et se métamorphose petit à petit en clown. Une fois relevé, « Ça » attaque le Club des Ratés et prend Bill en otage, leur proposant de les laisser partir s'ils le laissent garder Bill. Il leur demande de partir, mais les Ratés rejettent cette offre, surmontant ainsi leurs diverses peurs. Ils battent le clown, alors devenu impuissant car ils ne le craignent plus. Avant que la créature ne tombe dans le puits, sa tête se met à se décomposer, puis il disparaît dans l'obscurité.

### Septembre 1989
À l'extérieur du repaire du clown, les Ratés font un pacte de sang et tous font la promesse de revenir à Derry, au cas où « Ça » ne serait pas mort et au cas où il aurait décidé de revenir. Après le générique de fin, le rire de Grippe-Sou se fait entendre, prouvant au spectateur que « Ça » n'est pas mort et qu'il reviendra se venger des Ratés.

## Fiche technique
Sauf indication contraire, les informations mentionnées dans cette section peuvent être confirmées par la base de données cinématographiques IMDb,  présente dans la section « Liens externes ».
- Titre original : It
- Titre français et québécois : Ça (stylisé ÇA au Québec)
- Titre international : It: Chapter One
- Réalisation : Andrés Muschietti
- Scénario : Gary Dauberman, Cary Fukunaga et Chase Palmer, adapté du roman Ça de Stephen King
- Musique : Benjamin Wallfisch
- Direction artistique : Peter Grundy
- Décors : Claude Paré et Rosalie Board
- Costumes : Janie Bryant
- Photographie : Chung Chung-hoon et Brandt Gordon
- Son : Sylvain Arseneault, Rob Beal, Glen Gauthier, Valentin Pricop
- Montage : Jason Ballantine
- Production : Roy Lee, Seth Grahame-Smith, Dan Lin, David Katzenberg et Barbara Muschietti
  - Producteurs délégués : Doug Davison, Toby Emmerich, Richard Brener, Marty P. Ewing, Dave Neustadter, Walter Hamada, Jon Silk et Niija Kuykendall
- Sociétés de production : Vertigo Entertainment et Lin Pictures, KatzSmith Productions avec la participation de New Line Cinema et en association avec RatPac-Dune Entertainment
- Sociétés de distribution : New Line Cinema (États-Unis), Warner Bros. (France)
- Budget : 35 millions de dollars[3]
- Pays d'origine :  Canada,  États-Unis
- Langue originale : anglais, hébreu
- Format : couleur — 2,39:1 (CinemaScope) — son Dolby Digital | Dolby Atmos | DTS | Dolby Surround 7.1 | SDDS
- Genre : épouvante-horreur, thriller
- Durée : 135 minutes / 143 minutes (ressortie)[4]
- Dates de sortie :
  - États-Unis : 5 septembre 2017 (première à Los Angeles) ; 8 septembre 2017 (sortie nationale)
  - Belgique : 6 septembre 2017 (Kinepolis)
  - Canada : 8 septembre 2017
  - France : 9 septembre 2017 (Festival du cinéma américain de Deauville) ; 20 septembre 2017 (sortie nationale)
  - Suisse romande : 20 septembre 2017
- Classification :
  -  États-Unis : R – Restricted (Les mineurs de moins de 17 ans doivent être accompagnés d'un adulte).
  -  France : 
    - Interdit aux moins de 12 ans lors de sa sortie en salles (visa d'exploitation no 147237 délivré le 8 septembre 2017)[5],[Note 1]
    - Déconseillé aux moins de 16 ans à la télévision sur Canal+, Canal+ Cinéma et Ciné+ Frisson[6]

## Distribution
- Bill Skarsgård (VF : Antoine Schoumsky ; VQ : Thiéry Dubé) : « Ça » / Grippe-Sou, le clown dansant
- Jaeden Martell (VF : Victor Biavan ; VQ : Louis-Julien Durso) : William « Bill » Denbrough
- Finn Wolfhard (VF : Thomas Sagols ; VQ : Frédéric Larose) : Richard « Richie » Tozier
- Sophia Lillis (VF : Clara Quilichini ; VQ : Marguerite D'Amour) : Beverly « Bev » Marsh
- Jack Dylan Grazer (VFB : Tim Belasri ; VQ : Adam Moussamih) : Edward « Eddie » Kaspbrak
- Wyatt Oleff (VFB : Esteban Oertli ; VQ : Sam-Éloi Girard) : Stanley « Stan » Uris
- Jeremy Ray Taylor (VFB : Alexandre Van Roy ; VQ : André Kasper) : Benjamin « Ben » Hanscom
- Chosen Jacobs (VF : Hugo Brunswick ; VQ : Clifford Leduc-Vaillancourt) : Michael « Mike » Hanlon
- Nicholas Hamilton (VF : Julien Crampon ; VQ : Nicolas DePassillé-Scott) : Henry Bowers
- Jackson Robert Scott (VFB : Achille Dubois ; VQ : Léo Meunier) : Georgie Denbrough
- Owen Teague (VF : Oscar Douieb ; VQ : Sébastien René) : Patrick Hockstetter
- Logan Thompson (VQ : Nicolas Poulin) : Victor « Vic » Criss
- Jake Sim (VQ : Alexis Plante) : Reginald « Belch » Huggins
- Javier Botet (VF : Antoine Schoumsky) : Le lépreux
- Tatum Lee : Judith
- Steven Williams (VF : Jean-Michel Martial ; VQ : Guy Nadon) : Leroy Hanlon
- Stephen Bogaert (VF : Bruno Choël) : Alvin Marsh
- Geoffrey Pounsett (VF : Pierre Tessier) : Zack Denbrough
- Pip Dwyer : Sharon Denbrough
- Ari Cohen : Rabbi Uris
- Molly Atkinson : Sonia Kaspbrak
- Stuart Hughes (VF : Serge Biavan) : Oscar « Butch » Bowers
- Joe Bostick (VF : Gérard Darier) : M. Keene, le pharmacien
- Megan Charpentier (VF : Camille Timmerman) : Greta Keene

- Version française
  - Studio de doublage : Dubbing Brothers (France & Belgique)
  - Direction artistique : Marie-Eugénie Maréchal (France) & Marie-Line Landerwijn (Belgique)
  - Adaptation : Sylvestre Meininger

Sources et légende : Version française (VF) sur AlloDoublage ; version québécoise (VQ) sur Doublage Québec

## Production

### Genèse et développement

#### David Kajganich (2009–2010)
Le 12 mars 2009, Variety rapporte que Warner Bros. envisage de porter le roman Ça de Stephen King au grand écran, avec David Kajganich à l'écriture du scénario, et Dan Lin, Roy Lee et Doug Davison à la production. Quand Kajganich apprend l'intention de Warner Bros. d'adapter Ça, il postule tout de suite pour faire partie du projet. Prenant en compte le fait que Warner Bros. veut adapter le roman en un seul et unique film, Kajganich lit le roman afin de trouver une structure qui permettrait de placer les nombreux personnages et deux périodes différentes dans un seul film. Kajganich avait déjà collaboré avec Lin, Lee et Davison sur Invasion ; il savait très bien que les producteurs défendraient son travail et lui laisseraient le temps d'élaborer un solide scénario. Kajganich indique que le remake se déroulera « au milieu des années 80 et dans le présent, ce qui reflète l'écart de vingt ans que King utilise dans le livre, tout en accordant une grande attention à l'histoire de tous les personnages ». Kajganich mentionne aussi que Warner Bros. souhaite que le film soit Rated R. Son choix pour incarner Grippe-Sou aurait été Buster Keaton si celui-ci n'était pas décédé.

#### Cary Fukunaga (2012–2015)
Le 7 juin 2012, The Hollywood Reporter révèle que Cary Fukunaga est intégré au projet en tant que réalisateur et en tant que co-scénariste avec Chase Palmer. Seth Grahame-Smith et David Katzenberg rejoignent le projet en tant que producteurs. Le 24 mai 2014, Warner Bros. annonce que le film se divisera en deux parties. Le 5 décembre 2014, dans une interview accordée à Vulture, Dan Lin annonce que la première partie sera centrée sur les personnages alors enfants, tourmentés par Ça, et que la deuxième partie se déroulera des années plus tard, et présentera les personnages devenus adultes se réunir afin d'affronter à nouveau Ça. Lin révèle aussi que Fukunaga est engagé seulement pour la réalisation de la première partie, et qu'ils essaient de conclure un accord pour qu'il coécrive la seconde.
Le projet connaît ensuite de multiples retards car il est abandonné par Warner Bros. avant d'être finalement repris par New Line Cinema. Le tournage de la première partie était prévu pour l'été 2015, mais la production du film est interrompue à la suite d'un désaccord entre Fukunaga et New Line Cinema.
Le 25 mai 2015, il est rapporté que Fukunaga a abandonné la réalisation de Ça. Selon TheWrap, Fukunaga est entré en conflit avec le studio et ne voulait pas compromettre sa vision artistique à la suite des coupes budgétaires de New Line Cinema, qui avait approuvé le financement du premier film à hauteur de 30 millions de dollars Cependant, Fukunaga maintient que ce n'est pas la raison pour laquelle il était parti, déclarant avoir été en désaccord profond avec le studio sur le scénario :  « J'essayais de faire un film d'horreur non conventionnel. Cela ne rentrait pas dans le cadre de ce qu'ils pouvaient rentabiliser en n'offensant pas leur public de genre standard ». Il a précisé que le budget était tout à fait correct, et que sa volonté de faire de Pennywise plus qu'un simple clown était réciproque. Fukunaga conclut en déclarant : « Nous avons investi des années et tellement d'anecdotes dans ce film [...] Notre plus grande crainte était qu'ils s'emparent de notre scénario et le dénaturent, je suis donc reconnaissant qu'ils réécrivent le scénario. Je ne voulais pas qu'ils volent nos souvenirs d'enfance et qu'ils honorent ainsi l'esprit de King, il fallait que je les actualise. King a vu une version antérieure du scénario et l'a approuvée »,. À propos du départ de Fukunaga, King écrit : « Le remake de Ça est peut-être mort ou non, mais nous aurons toujours Tim Curry. Il flotte toujours dans les égouts de Derry ».

#### Andy Muschietti (2015–2017)

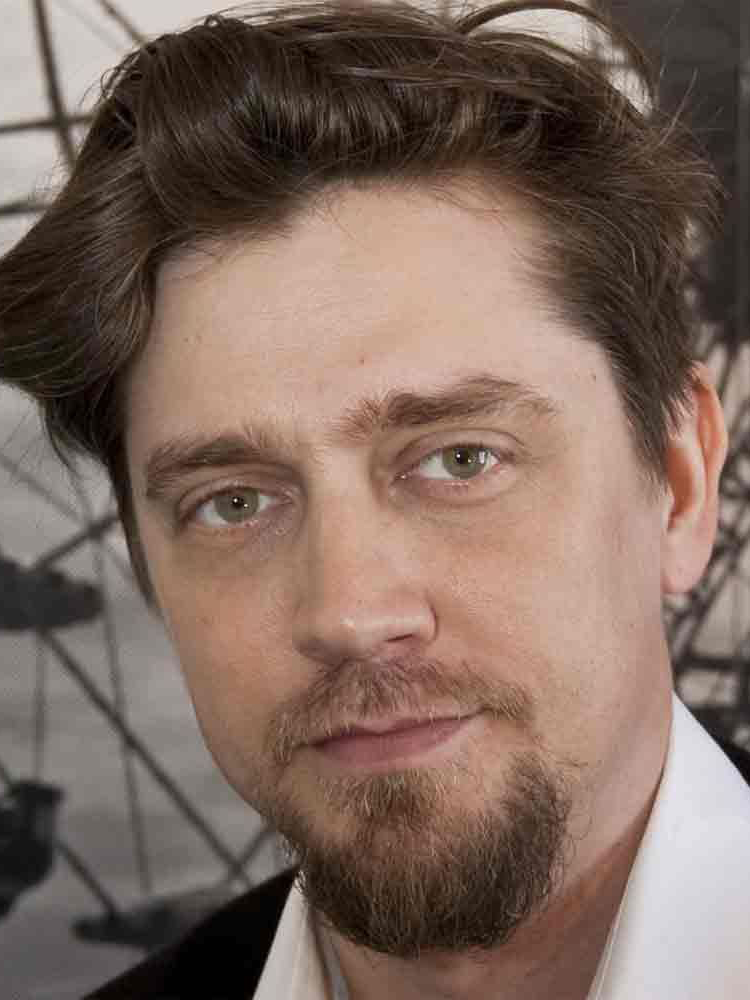
Andrés Muschietti, le réalisateur du film.

À la suite du départ de Fukunaga, un nouveau réalisateur est envisagé. Le 16 juillet 2015, il est annoncé qu'Andy Muschietti est en négociations pour réaliser Ça et que New Line cherche un nouveau scénariste pour adapter le scénario à la vision du cinéaste,. L'annonce confirme également la participation possible de la sœur de Muschietti, Barbara Muschietti, en tant que productrice, ainsi que la présence de Richard Brener aux côtés de Hamada, Neustadter et Kuykendall pour superviser le projet. Le 22 avril 2016, il est révélé que Will Poulter, initialement pressenti pour incarner Pennywise dans la version de Fukunaga, s'est retiré du film en raison d'un conflit d'emploi du temps et que les dirigeants rencontrent des acteurs pour incarner l'antagoniste. Le même jour, New Line Cinema fixe la sortie du film au 8 septembre 2017,.
Le premier long-métrage d'Andrés Muschietti, Mama, avait connu un succès critique, remportant plusieurs prix dans les festivals dont celui du meilleur film au Festival international du film fantastique de Gérardmer en 2013, mais aussi un succès commercial, avec plus de 146 millions de dollars de recettes mondiales.
Le 16 août 2016, Entertainment Weekly publie une image du costume complet de Grippe-Sou porté par Skarsgård, mais également une interview de la costumière Janie Bryant,. Damon Damaske de JoBlo.com est friand de ce nouveau concept, bien que les autres personnes du site manifestent du dédain à son égard. Damaske déclare notamment : « L'une des principales plaintes est que Ça semblait trop effrayant et que l'une des raisons pour lesquelles Grippe-Sou choisit son apparence est de tromper et d'attirer les enfants. ». Dave Trumbore de Collider.com déclare que : « Celui-ci va diviser certaines personnes. Il est loin d'être aussi large et coloré que celui que Tim Curry [...] a donné [...], mais la nouvelle version semble avoir plus de réflexion et d'intention derrière sa création. ». Jonathan Barkan de Bloody Desgusting demandait à cette image de « [...] [attirer] l'attention et la curiosité ». Barkan affirme ensuite : « Je ne sais pas si c'est de la curiosité morbide ou des souhaits d'espoir, mais la réponse globale à son visage et son maquillage semblait être très positif ! ».
Le 7 mars 2017, Stephen King participe à une projection test de la première partie et déclare sur son compte Twitter que : « Le remake de Ça d'Andy Muschietti réussit à aller au-delà de mes attentes. Relaxez. Attendez. Et appréciez ».

### Distribution des rôles

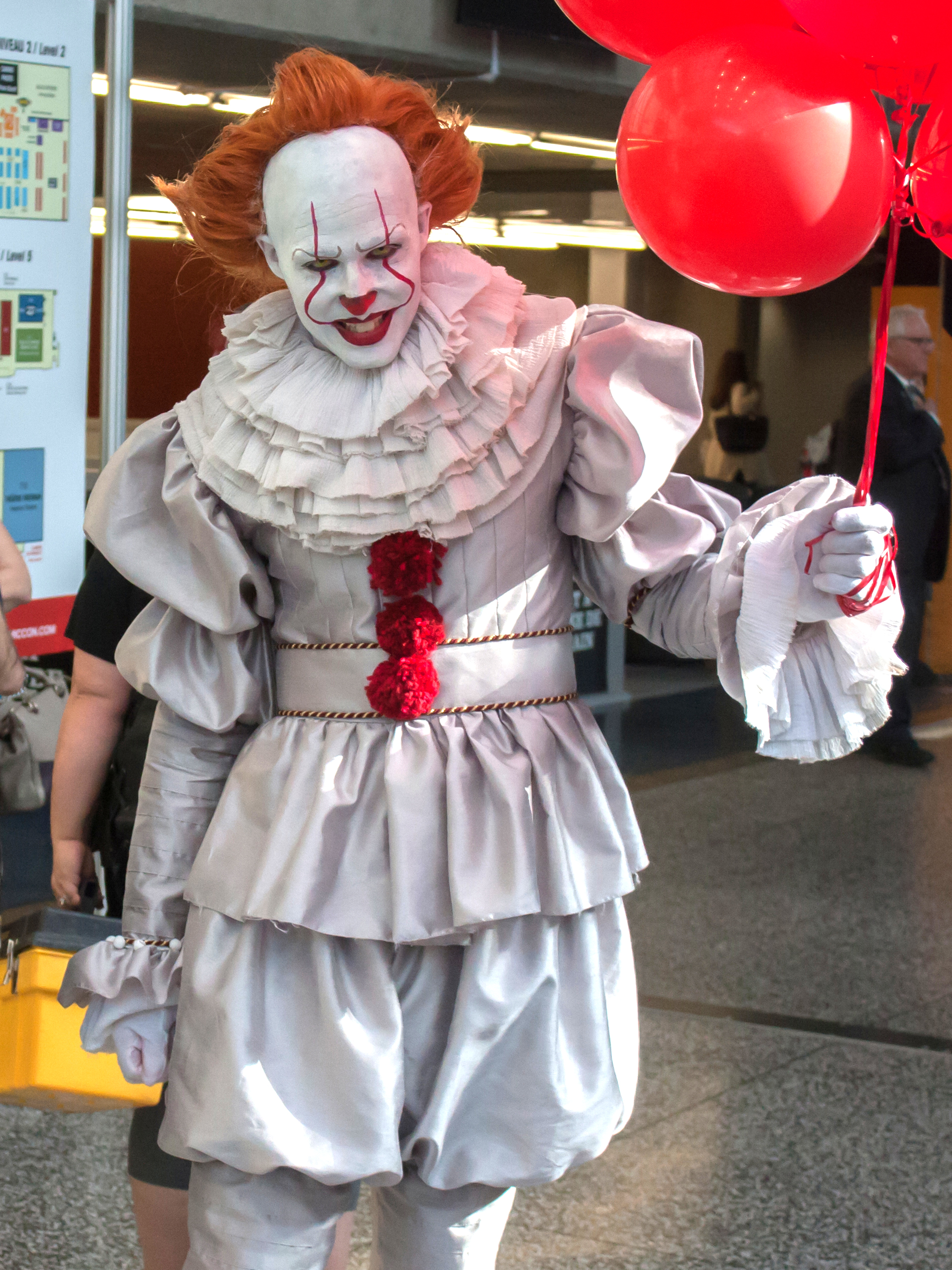
Un cosplay de Ça au Comic-Con de Montréal.

Grippe-Sou devait à la base être incarné par l'acteur britannique Will Poulter. Mais le 22 avril 2016, une annonce fait état de son départ du projet à la suite de conflits d'horaires. Le 2 juin 2016, il est annoncé que Bill Skarsgård remplace Will Poulter et que Jeaden Lieberher, Finn Wolfhard, Jack Dylan Grazer, Wyatt Oleff, Chosen Jacobs et Jeremy Ray Taylor rejoignent le casting,. Le même jour, il est annoncé que Nicholas Hamilton a été choisi pour jouer Henry Bowers. Javier Botet, connu pour ses rôles de monstres dans [REC], Mama, Crimson Peak, et Conjuring 2 : Le Cas Enfield, est engagé le 21 juin pour jouer le rôle du lépreux. Sophia Lillis rejoint les acteurs, le 22 du même mois.

### Costumes
Le 16 août 2016, dans une interview avec Entertainment Weekly, la costumière Janie Bryant s'est exprimée au sujet du costume de Grippe-Sou ainsi que de ses inspirations pour le costume impliquant un certain nombre d’époques passées, parmi elles, l'époque médiévale, la Renaissance et l'époque victorienne. Bryant explique que le costume intègre toutes ces vies passées d'autres mondes, tout en soulignant que Grippe-Sou est un clown d'une autre époque. Elle a joué sur les différentes époques pour refléter l'immortalité de Grippe-Sou. Elle ajoute ceci : « Le pantalon court, la taille haute de la veste, et l'ajustement du costume sont des éléments très importants. Ils donnent au personnage une qualité enfantine ».
Bryant parle des deux houppettes sur les épaules, les manches et la culotte bouffante, avec le désir de créer une « espèce d'effet organique, de gourde ou de citrouille », incluant la jupe à la taille, l'évasé, et le tissu de la jupe qui fleurit sous son doublet. Elle explique ainsi qu'« elle aide à mettre en valeur certaines parties du corps. Le costume est très pincé à la taille et lui donne avec la jupe et la culotte bouffante une silhouette expansive ». La couleur principale de son costume est le gris foncé, mais avec quelques taches de couleurs. Elle conclut l'interview en disant : « Les pompons sont oranges, et puis avec l'équilibre autour des manchettes et des chevilles, c'est fondamentalement une frange de boule qui est une combinaison d'orange, rouge et cannelle. Il est presque comme Grippe-Sou il disparaît dans son environnement. Mais il y a des accents pour retirer la définition de la soie grise ».

### Tournage

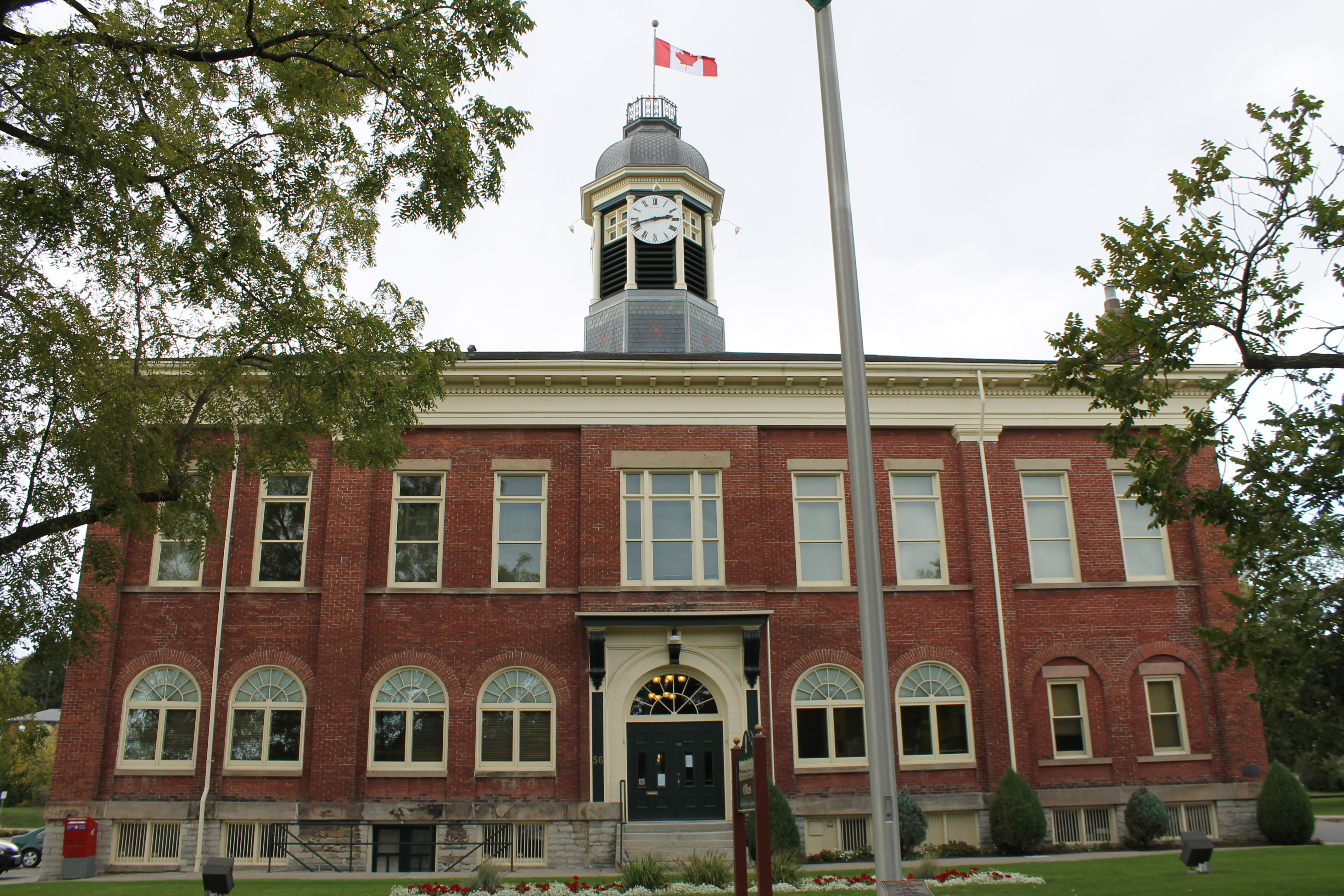
Port Hope a subi de nombreux changements pour devenir la ville de Derry.

Le tournage du film s'est déroulé à Toronto au Canada, du 27 juin au 6 septembre 2016,. Les lieux qui ont été utilisés pour tourner Ça se situent dans la municipalité de Port Hope et Oshawa en Ontario,,.
Le 8 juillet 2016, Port Hope a subi un certain nombre de changements afin de la transformer en Derry ; la salle municipale de Port Hope est maintenant la bibliothèque publique de Derry, le centre de tourisme de Port Hope est maintenant un bureau de la ville de Derry, Garanaska Financial est maintenant Montgomery Financial, le magasin de chaussures Gould devant Walton Street est maintenant une boucherie, le devant de la gamme Avanti Hair Design a été changé en Tony Barber's Shop, une vitrine vide au 36 Walton Street a été changée en Reliance Cleaners, le devant de la rue Queen Tatoo a été changé en Derry Scoop, une statue de Paul Bunyan a été érigée dans Memorial Park, les drapeaux américains sont maintenant à la place de tous les drapeaux canadiens de la ville, et le Port Hope Capitol Theatre a diffusé Batman (1989) et L'Arme fatale 2 (1989) ce qui signifie que le film se passe en 1989,,.

### Réalisation
« Une de mes quêtes principales est la mise en avant des yeux des acteurs [...] Je crois que ce que l’on capte dans l’œil dépasse ce que l’on peut voir dans les seules expressions faciales. Je cherche donc toujours une manière spécifique de mettre en avant le regard de chaque acteur. Nous avons fait plusieurs tests sur les yeux de Pennywise lors des essais caméras et finalement, j’ai utilisé une lampe torche. Nous avons testé des tas de lampes différentes et j’en ai choisi une particulièrement puissante, qui donnait une lumière très dure. Quand Pennywise regarde les enfants, je voulais que son regard dégage davantage que son envie de les dévorer. J’aimais l’idée que, dans ses yeux, on puisse voir qu’il sait la peur qu’il inflige. Un peu comme quand une mère regarde durement ses enfants pour les gronder. Plus que des yeux simplement effrayants, je pensais que c’était ce dont avait besoin le personnage. Il fallait donc quelque chose pour souligner son regard. »

— Chung Chung-hoon, sur la puissance des yeux dans Ça
Ça est tourné avec l'Arri Alexa XT Plus et l'Alexa Mini dans un format 2,39:1 (CinemaScope). Pour les objectifs photographiques, le directeur de la photographie Chung Chung-hoon se sert du Panavision G Series Anamorphic Prime, de l'Angénieux Optimo et du Primo Prime notamment « lorsque Muschietti veut utiliser un objectif plus large ou a besoin de plus d'espace pour les effets visuels. L'aspect des objectifs est presque le même. Je les combine souvent et ça fonctionne bien ». Pour Ça, Chung et Muschietti discutent notamment sur l'éclairage. Muschietti souhaite en effet un été chaud où les personnages transpirent en permanence et dont les visages scintillent. Tous deux cherchent également à trouver l'équilibre pour rendre chaque image réaliste, mais toujours avec un élément intrigant indiquant que quelque chose ne va pas. Chung réfléchit à l'idée d'un look d'époque pour Ça, mais estime finalement que l'ambiance des années 1980 transmise par les décors de Claude Paré et le travail de Janie Bryant est la bonne. Il déclare à ce sujet : « essayer de faire en sorte qu'un décor de film des années 1980 ressemble aux années 1980 peut être dangereux ». Au départ, il comptait éclairer le film avec les règles d'éclairage et le matériel des années 1980, avant de réaliser que c'était superflu car Muschietti et lui essayaient de capturer un aspect naturel.
Muschietti lui-même trouvait l'éclairage traditionnel des années 1980 trop artificiel et préférait donc la lumière naturelle, ce qui lui permettait de transmettre un sentiment d'intimité avec les personnages, tout en conservant son l'approche des contre-jours inquiétants et des lumières douces. L'expérience de Chung sur Stoker (2013) lui a beaucoup servi, car elle lui a appris à éclairer rapidement en utilisant une seule source : « Je me sens chanceux parce que certains réalisateurs disent toujours : « Pouvez-vous faire plus de lumière ? » Mais ce film est naturaliste. Ma responsabilité envers le public est de raconter l'histoire, et si vous voulez que ce film effraie les gens, une image naturelle est idéale ».

### Musique
La musique du film est composée par Benjamin Wallfisch qui effectue sa première collaboration avec Andrés Muschietti. C'est le 23 mars 2017 que Benjamin Wallfisch est annoncé comme compositeur des musiques du film. Il dit être influencé par Jerry Goldsmith, John Williams, Alan Silvestri, ainsi que par la composition de Dave Grusin pour Les Goonies (1985), tant il se passionne pour ces « compositions à grands thèmes ». Il fait aussi part de son ambition de dépasser l'idée d'une partition purement orchestrale et aventureuse. Les thèmes pour Pennywise s'avèrent les plus compliqués à écrire pour le compositeur. Le premier thème de Pennywise consiste en une mélodie enfantine très douce obtenue à l'aide de cordes aiguës. Pour le deuxième, inspiré par la performance de Bill Skarsgård, Wallfisch utilise une vieille chanson pour enfants, Oranges and Lemons, qui l'a toujours perturbé durant son enfance. Il explique ainsi sa démarche dans une interview : « nous voulions une chanson enfantine pour évoquer le monologue intérieur de Pennywise. J'en utilise aussi très subtilement certains fragments dans d'autres morceaux, par exemple dans la musique pour piano qui ouvre et ferme le film ».
Tous les morceaux sont composés par Benjamin Wallfisch.
| Liste des morceaux | Liste des morceaux             | Liste des morceaux | Liste des morceaux | Liste des morceaux | Liste des morceaux | Liste des morceaux | Liste des morceaux | Liste des morceaux | Liste des morceaux |
| No                 | Titre                          | Durée              |                    |                    |                    |                    |                    |                    |                    |
| ------------------ | ------------------------------ | ------------------ | ------------------ | ------------------ | ------------------ | ------------------ | ------------------ | ------------------ | ------------------ |
| 1.                 | Every 27 Years                 | 2:36               |                    |                    |                    |                    |                    |                    |                    |
| 2.                 | Paper Boat                     | 1:55               |                    |                    |                    |                    |                    |                    |                    |
| 3.                 | Georgie, Meet Pennywise        | 3:38               |                    |                    |                    |                    |                    |                    |                    |
| 4.                 | Derry                          | 2:25               |                    |                    |                    |                    |                    |                    |                    |
| 5.                 | River Chase                    | 2:09               |                    |                    |                    |                    |                    |                    |                    |
| 6.                 | Egg Boy                        | 2:44               |                    |                    |                    |                    |                    |                    |                    |
| 7.                 | Beverly                        | 1:22               |                    |                    |                    |                    |                    |                    |                    |
| 8.                 | Come Join the Clowns, Ed       | 1:20               |                    |                    |                    |                    |                    |                    |                    |
| 9.                 | You'll Float Too               | 3:20               |                    |                    |                    |                    |                    |                    |                    |
| 10.                | Shape Shifter                  | 1:42               |                    |                    |                    |                    |                    |                    |                    |
| 11.                | Hockstetter Attack             | 2:15               |                    |                    |                    |                    |                    |                    |                    |
| 12.                | Haircut                        | 4:15               |                    |                    |                    |                    |                    |                    |                    |
| 13.                | Derry History                  | 2:48               |                    |                    |                    |                    |                    |                    |                    |
| 14.                | January Embers                 | 1:05               |                    |                    |                    |                    |                    |                    |                    |
| 15.                | Saving Mike                    | 1:15               |                    |                    |                    |                    |                    |                    |                    |
| 16.                | This Is Not a Dream            | 2:08               |                    |                    |                    |                    |                    |                    |                    |
| 17.                | Slideshow                      | 2:00               |                    |                    |                    |                    |                    |                    |                    |
| 18.                | Georgie's Theme                | 1:42               |                    |                    |                    |                    |                    |                    |                    |
| 19.                | He Didn't Stutter Once         | 1:33               |                    |                    |                    |                    |                    |                    |                    |
| 20.                | 29 Neibolt St.                 | 4:17               |                    |                    |                    |                    |                    |                    |                    |
| 21.                | Time to Float                  | 3:04               |                    |                    |                    |                    |                    |                    |                    |
| 22.                | It's What It Wants             | 1:19               |                    |                    |                    |                    |                    |                    |                    |
| 23.                | You'll Die If You Try          | 4:38               |                    |                    |                    |                    |                    |                    |                    |
| 24.                | Return to Neibolt              | 2:31               |                    |                    |                    |                    |                    |                    |                    |
| 25.                | Into the Well                  | 2:05               |                    |                    |                    |                    |                    |                    |                    |
| 26.                | Pennywise's Tower              | 1:48               |                    |                    |                    |                    |                    |                    |                    |
| 27.                | Deadlights                     | 2:04               |                    |                    |                    |                    |                    |                    |                    |
| 28.                | Searching for Stanley          | 2:28               |                    |                    |                    |                    |                    |                    |                    |
| 29.                | Saving Beverly                 | 3:36               |                    |                    |                    |                    |                    |                    |                    |
| 30.                | Georgie Found                  | 1:53               |                    |                    |                    |                    |                    |                    |                    |
| 31.                | Transformation                 | 0:58               |                    |                    |                    |                    |                    |                    |                    |
| 32.                | Feed on Your Fear              | 2:34               |                    |                    |                    |                    |                    |                    |                    |
| 33.                | Welcome to the Losers Club     | 3:05               |                    |                    |                    |                    |                    |                    |                    |
| 34.                | Yellow Raincoat                | 1:43               |                    |                    |                    |                    |                    |                    |                    |
| 35.                | Blood Oath                     | 3:11               |                    |                    |                    |                    |                    |                    |                    |
| 36.                | Kiss                           | 0:54               |                    |                    |                    |                    |                    |                    |                    |
| 37.                | Every 27 Years (Reprise)       | 2:07               |                    |                    |                    |                    |                    |                    |                    |
| 38.                | Epilogue - The Pennywise Dance | 0:36               |                    |                    |                    |                    |                    |                    |                    |
| 1:27:00            |                                |                    |                    |                    |                    |                    |                    |                    |                    |

Le film met également en lumière des chansons des années 1980, dont voici la liste :
- Love Removal Machine de The Cult
- You Got It (The Right Stuff) de New Kids on the Block
- Bust a Move de Young MC
- Six Different Ways de The Cure
- Antisocial de Anthrax
- Dear God de XTC
- Never Tear Us Apart de INXS
- The Passenger de Siouxsie and the Banshees
- Cruel Summer de Bananarama
- Town Called Malice de The Jam
- Tears of a Clown de The English Beat
- Back to the Old House de The Smiths
- I Will Dare de The Replacements
- Even the Losers de Tom Petty and the Heartbreakers
- Life in a Northern Town de The Dream Academy
- Good Times Roll de The Cars
- Whisper to a Scream (Bird Fly) de The Icicle Works
- The Promise de When in Rome
- Wave of Mutilation de Pixies
- We Care a Lot de Faith No More

## Accueil

### Promotion
Le site web officiel de Ça est lancé le 31 août 2016, présentant une campagne de marketing et une mise en page interactive pour promouvoir le film. Le site web diffuse en continu la troisième bande-annonce et ainsi que des photos, des vidéos et le jeu vidéo It : Enter the Sewer. Le 31 janvier 2016, Andrés Muschietti, poste sur son compte Instagram un croquis terrifiant révélant l'apparence de Grippe-Sou,,. À partir du 11 juillet 2016, il poste une série d'affiches d'enfants disparus dans la région de Derry, parmi lesquels figurent Betty Ripsom, Richie Tozier, Paul Greenberg, Jonathan Chan et Tania McGowan,.
La première image officielle de Ça est publiée le 13 juillet 2016, présentant un premier aperçu du Pennywise de Skarsgård, ainsi qu'une interview de l'acteur réalisée par Anthony Breznican,. Pour Thomas Freeman de Maxim, « Skarsgård dans son costume terrifiant a clairement ce qu'il faut pour incarner la création la plus macabre et cauchemardesque de King ». Chris Eggertsen de HitFix est également conquis par l'image qu'il décrit comme « un look macabre approprié qui ne s'écarte pas trop du Pennywise de Tim Curry ; j'ose dire que la version de Skarsgard a un aspect séduisant et effrayant absent de l'interprétation de Curry ».
Le 30 juillet 2016, Muschietti publie trois scénarimages mettant en scène Bill Denbrough. La première le montre faisant un bateau en papier pour son jeune frère, George ; la deuxième le montre conduisant sa bicyclette surnommée Silver à travers une pelouse ; la troisième le montre endormi à côté d'un croquis de Beverly Marsh,.
Le 28 mars, la New Line Cinema sort une courte bande-annonce de dix-neuf secondes sur la chaîne YouTube officielle de Warner Bros., annonçant la sortie de la première bande-annonce officielle de Ça pour le 29 mars 2017. Dans la même journée, une affiche officielle du film est publiée sur Internet,,. Le 29 mars, la première bande-annonce internationale sort comme prévu sur YouTube à 18 heures, elle reçoit des retours très positifs et se hisse très vite dans les tendances YouTube avec un total de dix millions de vues en une journée,,,. Aujourd'hui, la bande annonce est à 61 millions de vues.
La bande-annonce a atteint au total 197 millions de vues sur toutes les plates-formes au cours de ses premières vingt-quatre heures d'exploitation, établissant ainsi le record de la bande-annonce la plus vue en une journée,. En plus de détrôner la bande-annonce de Fast and Furious 8, les chiffres de la bande-annonce de Ça dépassent également les précédents records détenus par les bandes-annonces de La Belle et la Bête, Cinquante nuances plus sombres et Star Wars, épisode VII : Le Réveil de la Force,.
Quant à la bande-annonce française, elle a fait seulement 150 000 vues en une journée mais elle s'est quand même hissée dans les tendances YouTube. Aujourd'hui, elle dépasse plus d'un million de vues.
Le 7 mai, lors des MTV Film and Television Awards, la deuxième bande-annonce est dévoilée.
Le 22 juin, il est révélé que la Motion Picture Association of America attribue au film la classification Rated R, à cause de sa violence et de son horreur, de ses images sanglantes et de son langage injurieux.
Le 13 juillet, Entertainment Weekly a publié une collection de nouvelles images et de concept art montrant le « Club des Ratés » s'aventurer dans le repaire de Ça,,,. Le 19 juillet, New Line Cinema présente Ça au Comic-Con en diffusant trois bobines du film, avant une projection avancée de Annabelle 2 : La Création du mal.
Le 31 juillet, il est annoncé que le film dure approximativement 135 minutes, une durée plutôt rare pour un film d'horreur.
En septembre 2017, une opération de promotion innovante a eu lieu en Australie, à Sydney plus précisément. Des ballons rouges comme dans le film ont été accrochés aux bouches d'égouts.

### Sortie
Roy Lee, un des producteurs, a annoncé que deux parties sont prévues, la première, centrée sur les protagonistes pendant leur enfance, et la deuxième, centrée sur les protagonistes à l'âge adulte. La première partie sort le 8 septembre 2017 aux États-Unis et le 20 septembre 2017 en France.

### Ressortie
Le 31 juillet 2019, il est annoncé une ressortie du film au cinéma du 3 au 6 août avec en bonus une scène post-générique de 8 minutes tirée de Ça : Chapitre 2.

### Accueil critique
Ça reçoit dans l'ensemble des critiques très positives qui saluent le jeu des acteurs, la mise en scène, le scénario, la photographie et la musique. Sur le site d'agrégation de critiques Rotten Tomatoes, le film obtient un taux d'approbation de 85 %, avec une note moyenne de 7,2⁄10 sur la base de 374 critiques. Le consensus critique du site est le suivant : « Bien interprété et effrayant, doté d'une histoire profondément touchante, Ça amplifie l'horreur du classique de Stephen King sans le dénaturer ». Sur le site Metacritic, Ça obtient un score de 69/100 sur la base de 49 critiques, ce qui témoigne de « critiques généralement favorables ». Sur l'Internet Movie Database, le film obtient un score de 7,4⁄10 sur la base de d'environ 470 000 critiques.

#### Dans la presse anglophone
De nombreux sites web et magazines tels que Vanity Fair, Salon et Indiewire, entre autres, considèrent Ça comme un candidat crédible aux Oscars. Sinead Brennan de RTÉ lui attribue quatre étoiles sur cinq, jugeant le film « tout simplement magnifique à regarder, bien qu'il n'hésite pas à nous effrayer ». Elle fait l'éloge des performances des acteurs, de la photographie et de la qualité de la production, tout en qualifiant la performance de Skarsgård de « perfection glaçante », dont « l'énergie et la présence apportent un niveau de malaise et d'intensité [...] tout simplement incroyable ». Pour elle, cette performance de Skarsgård est « déterminante pour sa carrière » et mérite d'être prise en considération lors des remises de prix.
Ben Child du Guardian décrit Skarsgård comme une « révélation », qu'il compare notamment au Joker de Heath Ledger. Son charme réside selon lui dans sa capacité à « passer en une fraction de seconde d'une menace silencieuse à un agresseur terrifiant ». Richard Roeper du Chicago Sun-Times fait lui aussi l'éloge de la performance de Skarsgård : « le Pennywise de Skarsgård n'apparaît qu'avec parcimonie, et c'est un choix judicieux. Pour être sûr, c'est une forte performance, et le clown est un digne successeur de tous les grands clowns effrayants de l'histoire du cinéma ». Pour Peter Hartlaub du San Francisco Chronicle, « Muschietti comprend la règle du cinéma de Spielberg, à savoir que la création d'un décor rassurant au second plan rend palpable et crédible la chose surnaturelle au premier plan ». Il accorde au film une note maximale de quatre étoiles tout en louant le jeu des comédiens. Ryan Porter, du Toronto Star, trouve Finn Wolfhard « charmant dans ce qui aurait pu n'être qu'un rôle d'intello de plus, prouvant que sa performance dans Stranger Things était plus qu'une chance de débutant ». Dans sa critique pour le St. Louis Post-Dispatch, Calvin Wilson écrit : « Muschietti crée une atmosphère d'effroi qui permet de temps en temps des éclats d'humour ». Il poursuit sa critique en louant les performances de l'ensemble de la distribution, notamment celle de Sophia Lillis, dont le « charisme fougueux fait penser à Scarlett Johansson et Emma Stone ».
Maria Sciullo du Pittsburgh Post-Gazette note que « Dylan Grazer et Lillis se distinguent parmi une belle bande d'enfants acteurs ». Tasha Robinson de The Verge fait également l'éloge des sept acteurs principaux, affirmant que chacun d'entre eux est « adapté au personnage qu'il incarne et offre une performance solide ». Elle ajoute que la prestation de Ray Taylor dans le rôle de Ben Hanscom est « étonnamment tendre et nuancée », que Bill Skarsgård se montre « véritablement menaçant » dans le rôle de Pennywise et que Sophia Lillis est presque « déchirante » dans le rôle de Beverly Marsh. Pour Christy Lemire de RogerEbert.com, les acteurs sont « bien choisis » et permettent au film de fonctionner. Marc Savlov du Austin Chronicle loue notamment la mise en scène et le scénario, jugeant l'adaptation particulièrement réussie au point de la comparer au film Stand by Me (1986) de Rob Reiner qu'il considère comme l'adaptation parfaite d'un roman au cinéma. Chris Nashawaty, journaliste à Entertainment Weekly, compare également Ça au film de Rob Reiner : « C'est essentiellement deux films. Le meilleur, et de loin, est celui semblable à un Stand by Me (1986) plus sombre, une histoire nostalgique sur le passage à l'âge adulte avec des marginaux sympathiques qui se promènent à vélo et affrontent leurs peurs ensemble ». Tim Grierson de Screen International loue la capacité de Claude Paré et Chung Chung-hoon à « imprégner les scènes d'horreur d'une atmosphère moite » tout en dépeignant « le racisme, le harcèlement et les violences sexuelles » au cœur de l'œuvre de Muschetti. Katie Rife, dans un article pour The A.V. Club, salue la photographie qui réussit à « conférer au film une richesse et une texture qui dépassent de loin celles de la plupart des films hollywoodiens, sans parler des films d'horreur ».
Le film essuie également des critiques, notamment au sujet de l'utilisation de jump scares. Michael Phillips du Chicago Tribune les juge prévisibles : « presque toutes les scènes commencent et se terminent de la même façon, avec une construction lente menant à un effet sonore KAAA-WHUMMMMM !!!! ». Stephanie Zacharek du Time fait l'éloge de la mise en scène, mais regrette que « Muschietti s'appuie trop sur les frissons habituels et les effets spéciaux standard. Comme toujours, les horreurs que l'on voit de près sont bien moins terrifiantes que celles qui restent invisibles ». Erik Henriksen de The Stranger déplore quant à lui le manque de sang dans le film, tout en saluant la distribution « phénoménale ». Lindsey Bahr de l'Associated Press qualifie l'histoire de « désordre impardonnable », estimant qu'« au lieu de faire monter la tension et le suspense, Ça ne fait que passer d'une scène à l'autre, sans lien ni cohérence pour les relier ».

#### En France
En France, le film reçoit également des critiques positives. Sur Allociné, il obtient une moyenne de 3,3⁄5 sur la base de 32 critiques.
Pour Le Point, « cette chronique sensible de l'adolescence est aussi irréprochable sur la forme (photo, direction artistique, mixage sonore). Et sa bande-son 80's combinant The Cure, le groupe de thrash metal Anthrax, le rappeur Young MC… et le boy band ringard New Kids on the Block est jouissive ! ».
Pour Libération, « Ça écrase, ça hurle, ça tabasse, et c’est comme si le modèle de la saynète d’épouvante n’était plus le tour de train fantôme mais la rave party à l’américaine : écarté la peur du noir et des traumas d’enfance, il n’est question que de tanguer en l’attente avide de drops, ces décharges artificielles d’émotion qui se substituent grossièrement au plaisir et n’étanchent aucune pulsion ».

### Box-office
Ça a rapporté 50 425 786 $ lors de son premier jour d'exploitation et 123 403 419 $ lors de son premier weekend en Amérique du Nord,. Il effectue donc le meilleur démarrage de tous les temps pour un film d'horreur. Ce record était précédemment détenu par Paranormal Activity 3, qui avait rapporté 52 568 183 $ de recettes lors de son premier weekend. Dans le reste du monde, le film a récolté lors de son premier weekend 66 300 000 $ pour un total de 189 703 419 $ de recettes mondiales. Lors de son second weekend, le film a cumulé 60 103 110 $ supplémentaires (-51 % de fréquentation) pour un total de 218 813 729 $ de recettes en Amérique du Nord. À l'international, le film a cumulé 61 100 000 $ supplémentaires pour un total de 375 367 570 $ de recettes mondiales. Lors de son troisième weekend, le film a rapporté 29 757 494 $ supplémentaires (-50 %) pour un total de 266 096 375 $ de recettes. Ça totalise 328 828 874 $ de recettes en Amérique du Nord et se situe à la 7e place du box-office américain de l'année 2017. Ça est aujourd'hui le film d'horreur le plus lucratif de tous les temps du box-office américain et du box-office mondial avec 704 242 551 $ de recettes mondiales,. Le film est le 69e plus gros succès de tous les temps du box-office nord-américain et le 121e plus gros succès du box-office mondial,. Il s'agit du film d'horreur le plus lucratif de Warner Bros. et du 8e plus gros succès de la société en Amérique du Nord, il est également le plus gros succès du réalisateur Andrés Muschietti,.
En France, le film a démarré en tête du box-office en réalisant 2 026 entrées lors de sa première séance à Paris. Le film d'Andrés Muschietti effectue le 3e meilleur démarrage de tous les temps pour un film d'horreur en France, en réalisant 190 585 entrées lors de son premier jour d'exploitation. Le film se place derrière Scream 3 de Wes Craven avec 264 024 entrées et Conjuring 2 : Le Cas Enfield de James Wan avec 227 014 entrées. Le film s'est emparé sans grande difficulté de la première place du box-office français lors de son premier jour d'exploitation devant deux films français, le thriller Mon garçon et la comédie L'Un dans l'autre. Avec seulement 354 copies distribuées, le film a réalisé une excellente moyenne de 538 spectateurs par copie. Le film a terminé sa première semaine d'exploitation avec un total de 908 589 entrées ce qui fait de lui le 2e meilleur démarrage de tous les temps pour un film d'horreur en France, derrière Scream 3 de Wes Craven et ses 1 395 626 entrées. Il termine également sa première semaine d'exploitation à la 1re place du top 20 hebdomadaire du box-office français, ce qui est assez rare pour un film d'horreur. Avec uniquement 354 copies, le film a réalisé une moyenne exceptionnelle pour un film d'horreur en rassemblant 2 567 spectateurs par copie. Lors de sa seconde semaine d'exploitation, le film réussit à rester à la 1re place du top 20 hebdomadaire et réalise 581 250 entrées supplémentaires (-36 %) pour un total de 1 489 839 entrées. Lors de sa troisième semaine, le film descend à la 3e place de top 20 hebdomadaire derrière Le Sens de la fête et Blade Runner 2049 en cumulant 318 521 entrées supplémentaires (-45 %) pour un total de 1 808 360 entrées. Ça finit son exploitation en salles avec un total de 2 223 006 entrées et se positionne à la 25e place du classement annuel du box-office français.
| Pays ou région            | Box-office                                               | Date d'arrêt du box-office               | Nombre de semaines |
| ------------------------- | -------------------------------------------------------- | ---------------------------------------- | ------------------ |
| États-Unis (1er week-end) | 123 403 419 $                                            | du 8 septembre 2017 au 10 septembre 2017 | -                  |
| États-Unis Canada         | 328 874 981 $ 36 508 000 entrées (Approx.)               | 26 août 2019                             | 15                 |
| France Paris              | 2 223 006 entrées 20 200 000 $ (Approx.) 477 713 entrées | 28 janvier 2018                          | 18                 |
| Allemagne                 | 3 170 231 entrées 35 400 000 $ (Approx.)                 | 28 janvier 2018                          | 17                 |
| Italie                    | 2 039 177 entrées 13 500 000 $ (Approx.)                 | 28 janvier 2018                          | 14                 |
| Espagne                   | 1 792 288 entrées 17 400 000 $ (Approx.)                 | 28 janvier 2018                          | 20                 |
| Total hors États-Unis     | 375 367 570 $                                            | 26 août 2019                             | 21                 |
| Total mondial             | 704 242 551 $                                            | 26 août 2019                             | 21                 |

## Distinctions
Entre 2017 et 2018, Ça a été sélectionné 54 fois dans diverses catégories et a remporté 8 récompenses.

### Récompenses
| Année | Festivals de cinéma     | Prix                                                      | Lauréat(es) |
| ----- | ----------------------- | --------------------------------------------------------- | --- |
| 2017  | Fright Meter Awards     | Fright Meter Award du meilleur acteur dans un second rôle | Bill Skarsgård                                                                                                   |
| 2017  | Golden Schmoes Awards   | Golden Schmoes du meilleur film d'horreur de l'année      | |
| 2017  | Golden Trailer Awards   | Golden Trailer du meilleur film d'horreur                 | New Line Cinema, Buddha Jones                                                                                    |
| 2017  | IGN Summer Movie Awards | IGN People's Choice Award du meilleur film d'horreur      | |
| 2018  | iHorror Awards          | iHorror Award du meilleur long métrage d'horreur          | |
| 2018  | iHorror Awards          | iHorror Award du meilleur réalisateur d'horreur           | Andy Muschietti                                                                                                  |
| 2018  | iHorror Awards          | iHorror Award du meilleur acteur dans un film d'horreur   | Bill Skarsgård                                                                                                   |
| 2018  | MTV Movie & TV Awards   | MTV Movie + TV Award de la meilleure équipe à l'écran     | Finn Wolfhard, Sophia Lillis, Jaeden Martell, Jack Dylan Grazer, Wyatt Oleff, Jeremy Ray Taylor et Chosen Jacobs |

### Nominations
| Année | Festivals de cinéma                                                  | Prix                                                         | Nommé(es)                                                |
| ----- | -------------------------------------------------------------------- | ------------------------------------------------------------ | -------------------------------------------------------- |
| 2017  | Bram Stoker Awards                                                   | Meilleur scénario                                            | Chase Palmer, Cary Joji Fukunaga et Gary Dauberman       |
| 2017  | Festival Européen du Film Fantastique de Strasbourg                  | Film d'ouverture                                             |                                                          |
| 2017  | Fright Meter Awards                                                  | Meilleur film d'horreur                                      |                                                          |
| 2017  | Fright Meter Awards                                                  | Meilleur réalisateur                                         | Andy Muschietti                                          |
| 2017  | Fright Meter Awards                                                  | Meilleure actrice dans un second rôle                        | Sophia Lillis                                            |
| 2017  | Fright Meter Awards                                                  | Meilleur acteur dans un second rôle                          | Jack Dylan Grazer                                        |
| 2017  | Fright Meter Awards                                                  | Meilleur scénario                                            | Chase Palmer, Cary Joji Fukunaga et Gary Dauberman       |
| 2017  | Fright Meter Awards                                                  | Meilleure photographie                                       | Chung-hoon Chung                                         |
| 2017  | Fright Meter Awards                                                  | Meilleur costumier                                           | Janie Bryant                                             |
| 2017  | Fright Meter Awards                                                  | Meilleur montage                                             | Jason Ballantine                                         |
| 2017  | Fright Meter Awards                                                  | Meilleur compositeur                                         | Benjamin Wallfisch                                       |
| 2017  | Fright Meter Awards                                                  | Meilleur maquillage                                          |                                                          |
| 2017  | Fright Meter Awards                                                  | Meilleurs effets spéciaux                                    |                                                          |
| 2017  | Golden Schmoes Awards                                                | Meilleure bande-annonce de l'année                           |                                                          |
| 2017  | Golden Schmoes Awards                                                | Performance révolutionnaire de l'année                       | Bill Skarsgård                                           |
| 2017  | Golden Schmoes Awards                                                | La plus grande surprise de l'année                           |                                                          |
| 2017  | Golden Schmoes Awards                                                | Personnage le plus cool de l'année                           |                                                          |
| 2017  | Los Angeles Online Film Critics Society Awards                       | Meilleur film de science-fiction / d'horreur                 |                                                          |
| 2017  | New Mexico Film Critics                                              | Meilleure jeune actrice                                      | Sophia Lillis                                            |
| 2017  | Phoenix Critics Circle                                               | Meilleur film d'horreur                                      |                                                          |
| 2017  | Rondo Hatton Classic Horror Awards                                   | Meilleur film                                                | Andy Muschietti                                          |
| 2017  | Seattle Film Critics Awards                                          | Meilleure performance jeunesse                               | Sophia Lillis                                            |
| 2017  | Seattle Film Critics Awards                                          | Meilleur méchant                                             | Bill Skarsgård                                           |
| 2017  | St. Louis Film Critics Association                                   | Meilleur scénario adapté                                     | Chase Palmer, Cary Joji Fukunaga et Gary Dauberman       |
| 2017  | The Joey Awards                                                      | Meilleur acteur dans un second long métrage / Rôle principal | Jake Sim                                                 |
| 2017  | The Joey Awards                                                      | Meilleur acteur dans un rôle principal dans un long métrage  | Finn Wolfhard                                            |
| 2017  | Washington DC Area Film Critics Association Awards                   | Meilleur ensemble d'acteurs                                  |                                                          |
| 2017  | Washington DC Area Film Critics Association Awards                   | Meilleure performance jeunesse                               | Sophia Lillis                                            |
| 2018  | Academy of Science Fiction, Fantasy and Horror Films - Saturn Awards | Meilleur film d'horreur                                      |                                                          |
| 2018  | Academy of Science Fiction, Fantasy and Horror Films - Saturn Awards | Meilleur acteur dans un second rôle                          | Bill Skarsgård                                           |
| 2018  | Academy of Science Fiction, Fantasy and Horror Films - Saturn Awards | Meilleure jeune actrice                                      | Sophia Lillis                                            |
| 2018  | Academy of Science Fiction, Fantasy and Horror Films - Saturn Awards | Meilleur maquillage                                          | Alec Gillis, Sean Sansom, Tom Woodruff Jr., Shane Zander |
| 2018  | Broadcast Film Critics Association Awards                            | Meilleur film de science-fiction / d'horreur                 |                                                          |
| 2018  | Denver Film Critics Society                                          | Meilleur film de science-fiction / d'horreur                 |                                                          |
| 2018  | Empire Awards                                                        | Meilleur film de science-fiction / d'horreur                 |                                                          |
| 2018  | Hawaii Film Critics Society                                          | Meilleur maquillage                                          | Alec Gillis, Tom Woodruff Jr.                            |
| 2018  | Hawaii Film Critics Society                                          | Meilleur film de science-fiction / d'horreur                 |                                                          |
| 2018  | Houston Film Critics Society Awards                                  | Meilleure conception d'affiches                              |                                                          |
| 2018  | MTV Movie & TV Awards                                                | Film de l'année                                              |                                                          |
| 2018  | MTV Movie & TV Awards                                                | Meilleur méchant                                             | Bill Skarsgård                                           |
| 2018  | MTV Movie & TV Awards                                                | Meilleure performance effrayée                               | Sophia Lillis                                            |
| 2018  | Online Film & Television Association                                 | Meilleure performance jeunesse                               | Sophia Lillis                                            |
| 2018  | Teen Choice Awards                                                   | Meilleur révélation                                          | Sophia Lillis                                            |
| 2018  | Teen Choice Awards                                                   | Meilleur méchant                                             | Bill Skarsgård                                           |
| 2018  | Teen Choice Awards                                                   | Meilleure alchimie                                           | Sophia Lillis et Jeremy Ray Taylor                       |

## Analyse

### Thèmes
Le film est décrit comme un film sur la perte de l'innocence abordant divers thèmes tels que la peur, la mortalité et la survie. Muschietti fait remarquer qu'il y a des éléments dans le film abordant le passage à l'âge adulte et les problèmes de mortalité, et affirme que ces thèmes sont présents dans le roman de King, même si, dans la réalité, ils se produisent de manière plus progressive. « Il y a un passage [dans Ça] qui se lit : « Être un enfant, c'est apprendre à vivre et être un adulte c'est apprendre à mourir. » Il y a un peu de métaphore de ça et cela se fait d'une manière très brutale, bien sûr ».

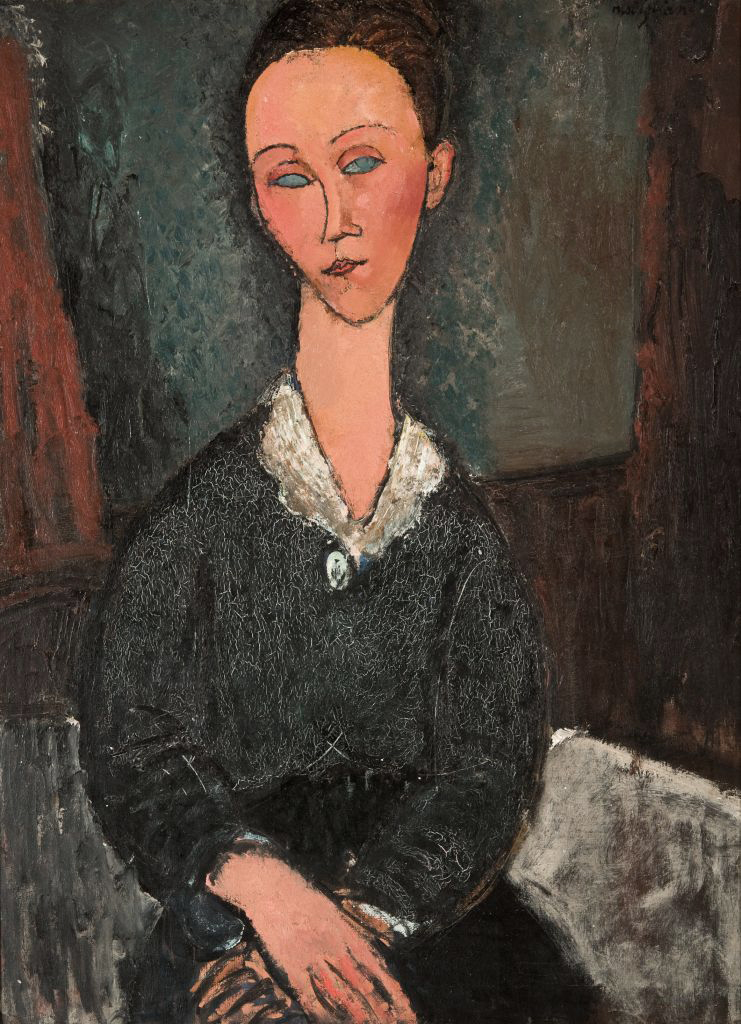
Les portraits féminins de Amedeo Modigliani ont inspiré le réalisateur pour la création graphique de l'une des incarnations de Grippe-sou le clown.

Il mentionne également l'attitude de survivant de Grippe-Sou en déclarant que « dans un sens, le personnage de Grippe-Sou est motivé par la survie. Pour être vivant dans l'imagination des enfants, il doit continuer de tuer. »,. Un passage du roman, représentatif de ce trait de personnalité a particulièrement inspiré Muschietti : il s'agit d'une scène où Bill se demande si Pennywise ne mange pas les enfants simplement parce que c'est ce qu'on pense que les monstres font.
Si Muschietti reconnaît que Ça est un film d'horreur, il estime que « c'est aussi une histoire d'amour et d'amitié pleine de belles émotions ».

### Influences
Parmi les influences du réalisateur Andy Muschietti figurent des films d'horreur qu'il juge « viscéraux » tels que Hurlements (1981), The Thing (1982) et Aux frontières de l'aube (1987). Le réalisateur évoque également les œuvres de Clive Barker et John Carpenter. Il cite aussi Steven Spielberg dans sa « façon de comprendre l'histoire et la réalisation d'un film, parce qu'il a un élément émotionnel si fort dans toutes ses histoires », tout en louant la puissance du travail de Stephen King. Il a également cherché à dépeindre l'enfance avec fantaisie et nostalgie, tout en offrant un contraste avec un point de vue beaucoup plus dur et réaliste :  « le ton du film concernant [...] l'enfance est assez varié. Il y a les moments Spielberg et il y a les moments Larry Clark ».

## Éditions en vidéo
Le film est sorti en DVD, Blu-Ray et Blu-Ray Ultra HD le 24 janvier 2018.
Les bonus DVD et Blu-ray comprennent des scènes coupées et un making-of en trois parties incluant une interview du réalisateur et des différents acteurs du film, ainsi qu'une interview de Stephen King sur les origines de « Ça ».
Le film est ressorti en coffret DVD et Blu-ray comprenant Ça : Chapitre 2, le 15 janvier 2020.

## Suite
Le 20 juillet 2017, Andrés Muschietti révèle que la production de la suite de Ça est prévue pour le printemps 2018,, et déclare : « Nous aurons probablement un scénario pour la seconde partie en janvier [2018]. Idéalement, nous commencerons la production en mars. La première partie est seulement centrée sur les enfants. La seconde partie sera centrée sur ces personnages en tant qu'adultes, trente ans plus tard, avec des flashbacks de 1989 quand ils étaient enfants,. » Muschietti a annoncé que deux scènes majeures du film ont été coupées et qu'elles seront incluses dans le second film.
Le 25 septembre 2017, il est annoncé que Ça : Chapitre 2 est prévu pour le 6 septembre 2019 aux États-Unis.
L'acteur Bill Skarsgård et réalisateur Andrés Muschietti annoncent être en pourparlers sur la possibilité d'un troisième film reprenant les origines de l'entité maléfique qui revient semer la terreur tous les 27 ans. C'est finalement une série télévisée préquelle, Ça : Bienvenue à Derry, qui est prévue pour 2025.